# Wojciech Kossak
Wojciech Kossak (Paris, França, 31 de dezembro de 1857 — Cracóvia, Polônia, 29 de julho de 1942) foi um pintor polonês renomado por suas representações de batalhas e de temas históricos. Kossak foi o autor de várias obras que retrataram os eventos das Guerras Napoleônicas e do Levante de Novembro.

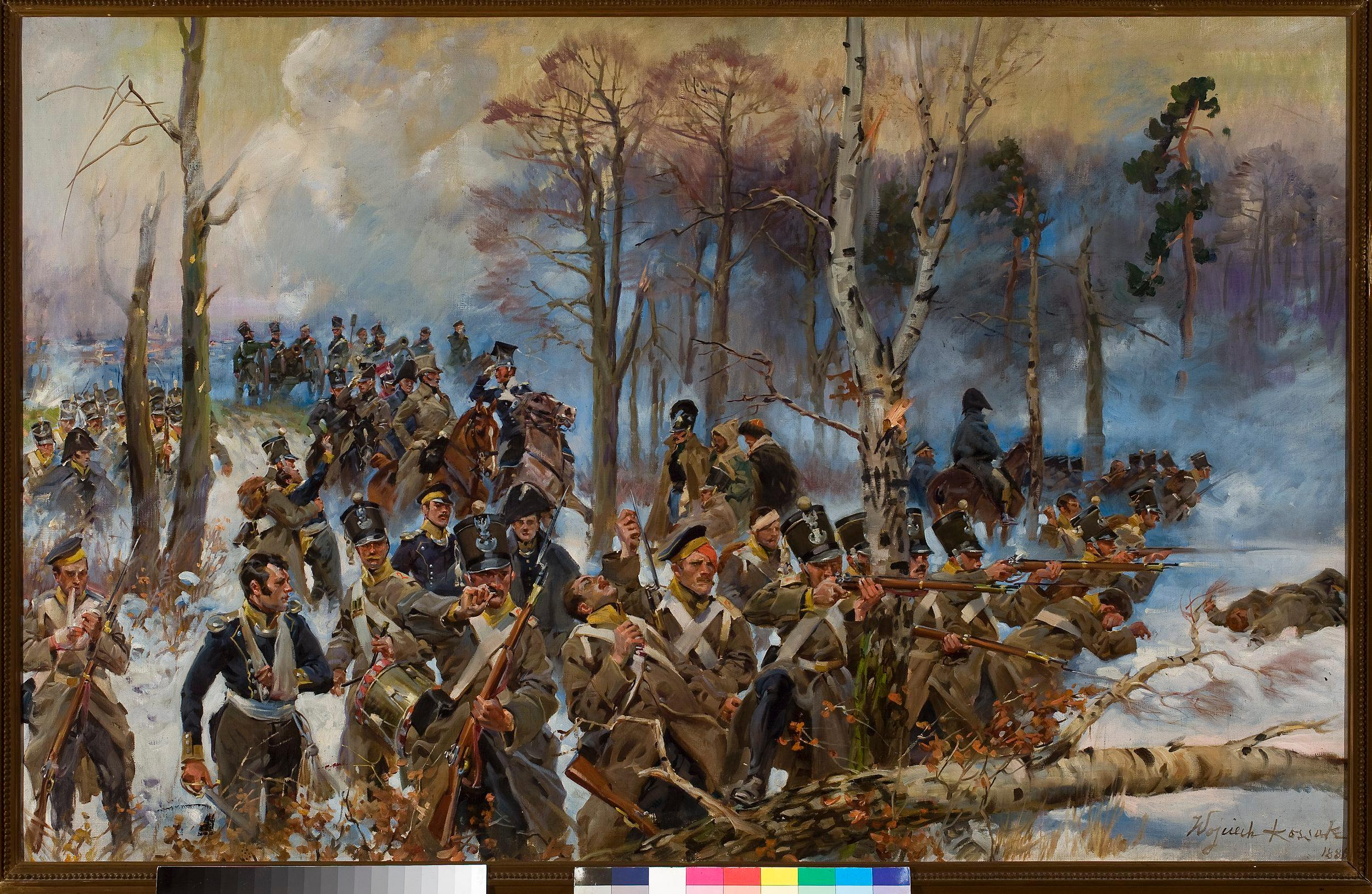
Wojciech Kossak Olszynka Grochowska, ca 1931 National Museum, Warsaw